# Piotr Tworz

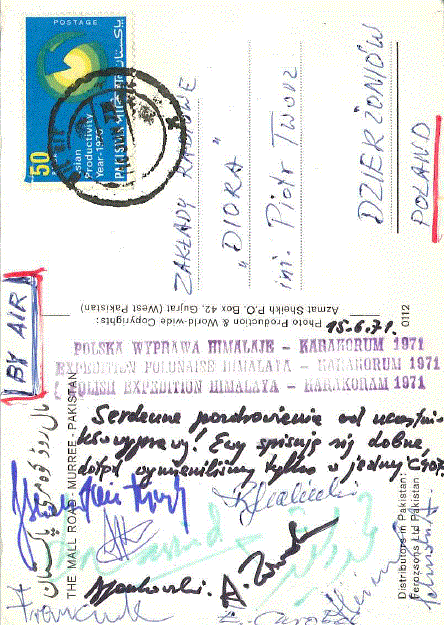
Pocztowka dla Piotra Tworza z podziękowaniami od polskich himalaistów.

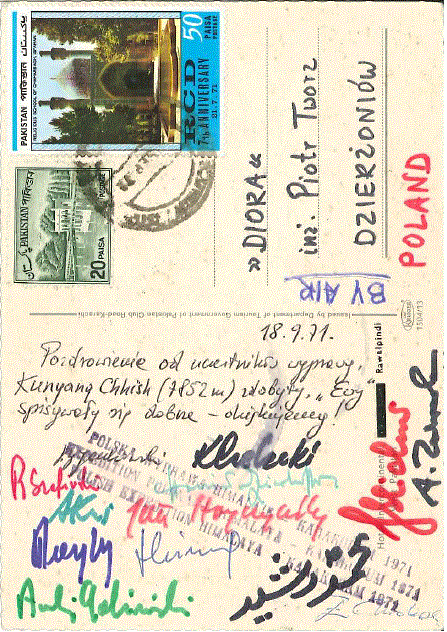
Podziękowaniami dla Piotra Tworza za radioodbiornik „Ewa”.

Piotr Tworz (ur. 9 stycznia 1935 w Dąbrowicy, zm. 27 stycznia 2000 w Dzierżoniowie) – polski inżynier, konstruktor radioodbiorników.
Studia w latach 1952–1958 na Wydziale Łączności Politechniki Wrocławskiej ukończył z tytułem magistra inżyniera łączności. Od 1957 pracował w zakładach produkcyjnych DIORA w Dzierżoniowie na stanowisku konstruktora. Wraz z Januszem Zygadlewiczem skonstruował pierwszy tranzystorowy radioodbiornik z FM – „Ewa”. Opracował również m.in. odbiorniki „Alina”, „Zodiak DSS-401” i „Tosca”.
Odbiornik „Ewa” używany był w czasie wyprawy polskich himalaistów w 1971 roku.
Był członkiem koła SEP przy Zakładach Radiowych DIORA od 1959 roku. W latach 1962–1964 oraz 1971–1978 był jego przewodniczącym i zastępcą przewodniczącego.